# Daniel Bashiel Warner
Daniel Bashiel Warner (ur. 1815 w Marylandzie w USA zm. 1880 w Liberii) – trzeci prezydent Liberii, republikanin. Pełnił tę funkcję od 4 stycznia 1864 do 6 stycznia 1868.

## Życiorys
Warner, Afroamerykanin, urodził się na Hookstown Road w hr. Baltimore w rodzinie byłych niewolników, wyzwolonych raptem rok przed jego urodzeniem.
Jako członek amerykanoliberyjskiej elity, odbywał także kadencje w Izbie Reprezentantów oraz Senacie. W 1877 został agentem Amerykańskiego Towarzystwa Kolonizacyjnego.
Napisał tekst hymnu Liberii, który został zaadaptowany w 1847 roku, po wyzwoleniu się państwa spod kontroli Amerykańskiego Towarzystwa Kolonizacyjnego.

### Prezydentura (1864-1868)
Głównym zmartwieniem Warnera było jak doprowadzić do ucywilizowania zamieszkujących interior tubylców, przemieniając ich w obywateli. Zorganizował pierwszą ekspedycję do dżungli, prowadzoną przez Benjamina J.K. Andersona. W 1868 Anderson ruszył przez liberyjski interior z poselstwem do króla ludu Musardo. Zebrał informacje na temat ludzi, ich zwyczajów oraz surowców naturalnych w miejscach, które przemierzył. Posłużywszy się informacjami z raportu Andersona, liberyjski rząd uzyskał kruchą kontrolę nad wewnętrzną częścią kraju.